# 세게드구

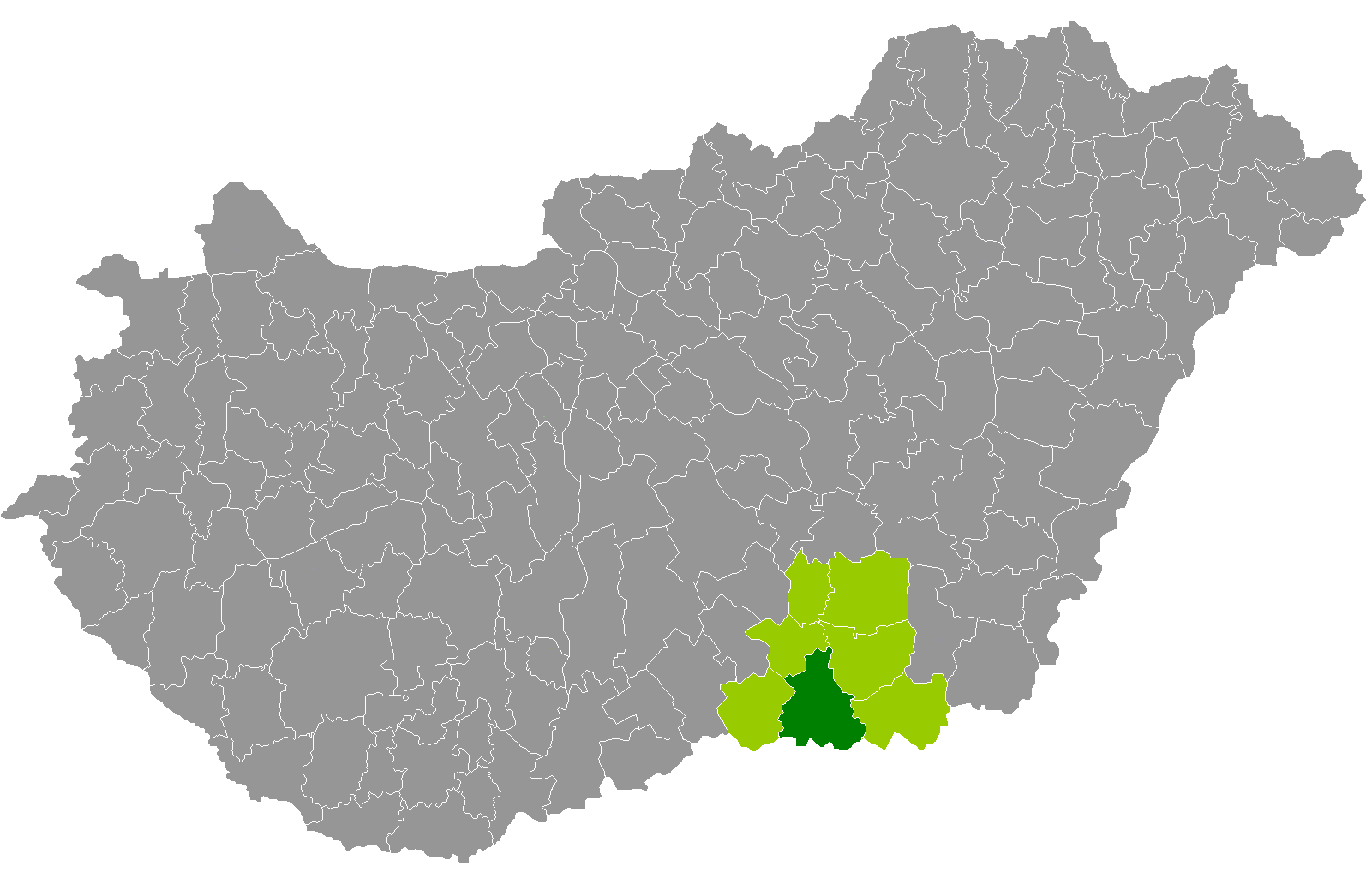
촌그라드처나드주 지도에 표시된 세게드구의 위치

세게드구(헝가리어: Szegedi járás)는 헝가리 촌그라드처나드주에 위치한 구로 구청 소재지는 세게드이며 면적은 741.10km2, 인구는 197,615명(2011년 기준), 인구 밀도는 276명/km2이다.
서쪽으로는 모러헐롬구, 북서쪽으로는 키슈텔레크구, 북동쪽으로는 호드메죄바샤르헤이구, 동쪽으로는 머코구와 접하며 남쪽으로는 세르비아와 국경을 접한다. 13개 지방 자치체(1개 도시주, 1개 시, 11개 마을)를 관할한다.

구 문장